# Милошевци
Милошевци (серб. Милошевци) — населенный пункт в общине Лакташи, который принадлежит энтитету Республике Сербской, Босния и Герцеговина. По результатам югославской переписи населения 1991 года в Алексичи проживало 345 человек.

## Население
| 1961                           | 1971 | 1981 | 1991 | - | - | - |
| ------------------------------ | ---- | ---- | ---- | - | - | - |
| 471                            | 426  | 393  | 345  | - | - | - |
| Гистограмма динамики населения |      |      |      |   |   |   |